# Kuschano-Sassaniden

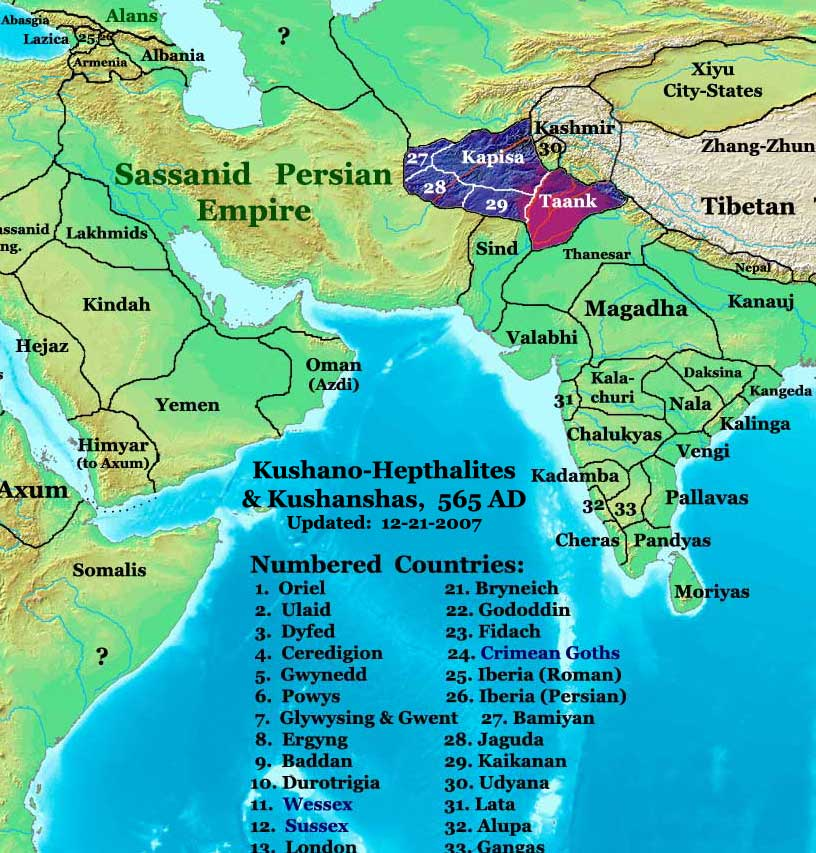
Herrschaftsgebiet der Sassaniden im Osten um 565.

Das persische Sassanidenreich hatte seinen Herrschaftsbereich während des 3./4. Jahrhunderts auf Kosten der Kuschan bis in den Nordwesten des indischen Subkontinentes ausgedehnt. Die Sassaniden setzten in diesem Raum Statthalter ein, die dementsprechend als Kuschano-Sassaniden (seltener als Indo-Sassaniden) bezeichnet werden; dies bezieht sich vor allem auf die Münzprägungen der dortigen sassanidischen Statthalter (Kuschanschahs). Im späten 4./frühen 5. Jahrhundert wurde die Herrschaft der Sassaniden in diesem Raum durch die Invasion iranischer Hunnen (siehe Kidariten, Alchon, Nezak und Hephthaliten) zurückgedrängt. Die Sassaniden konnten jedoch nach der Vernichtung des Hephthalitenreichs um 560 einige Gebiete zurückgewinnen. Das Sassanidenreich ging schließlich im 7. Jahrhundert im Verlauf der islamischen Expansion unter.

## Geschichte

### Erste Periode

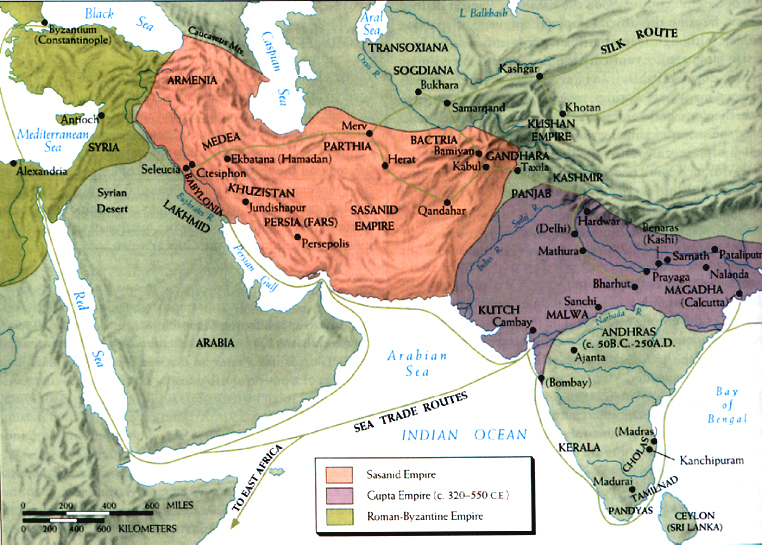
Sassanidische Handelswege

Nach dem Sieg über die Parther erweiterten die Sassaniden, vielleicht schon während der Herrschaft von Ardaschir I., ihr Machtgebiet bis nach Baktrien. Unter Schapur I. (240–270) wurde die Grenze des Reiches bis ins heutige Pakistan erweitert. So verloren die Kuschan ihre westlichen Gebiete (einschließlich Baktrien und Gandhara) an die Sassaniden. Diese setzten wiederholt ihre Prinzen als Statthalter im Osten ein, die den Titel Kuschanschah („Herrscher der Kuschan“) trugen. Manch einer von ihnen, wie ein Bruder Bahrams II. mit Namen Hormizd, nutzte diese Position für Usurpationsversuche aus.
Der Untergang der Kuschan und ihre Niederlage gegen die Sassaniden führte zu dem Aufstieg der einheimischen indischen Dynastie der Gupta im 4. Jahrhundert. Im frühen 5. Jahrhundert, die Datierung ist allerdings problematisch, übernahmen die Hephthaliten Baktrien und Gandhara und konnten so zeitweise die Sassaniden verdrängen.

### Zweite Periode
Mitte des 6. Jahrhunderts kam es zu einer Allianz zwischen den Sassaniden unter Chosrau I. und den Göktürken unter Sizabulos († 576). Infolgedessen wurden die Hephtaliten um 560 von verschiedenen Seiten angegriffen und geschlagen (wobei sich Reste ihrer Herrschaft jedoch im heutigen Afghanistan (Kuschano-Hephthaliten) hielten). Das Reich der Hephtaliten wurde zwischen den Türken und den Persern aufgeteilt und somit das Reich der Kuschano-Sassaniden kurzweilig wiederhergestellt.
Mitte des 7. Jahrhunderts ging das Sassanidenreich infolge der arabischen Eroberung unter. Sindh blieb noch bis zum frühen 8. Jahrhundert unabhängig. Die Kuschano-Hephthaliten wurden Mitte des 8. Jahrhunderts von den Hindu-Shahi abgelöst.

## Religion
Der Prophet Mani, Gründer des Manichäismus, folgte der sassanidischen Expansion bis in den Osten, die ihn mit der buddhistischen Kultur Gandharas in Kontakt brachte. Ihm wird nachgesagt in Bamiyan für einige Zeit gelebt und gelehrt zu haben. Dort fand man einige religiöse Malereien, die ihm gewidmet wurden. Außerdem soll er um 240 bzw. 241 durch den Indus gesegelt sein und den buddhistischen König Turan Shah von Indien konvertiert haben.
Kartir, ein hoher zoroastrischer Priester, der mindestens drei der früheren Könige als Berater gedient hat, rief zur Verfolgung der Juden, Buddhisten, Hindu sowie der einheimischen und griechischen Christen und Manichäer auf, die hauptsächlich in den östlichen Territorien ansässig waren. Die Verfolgungen wurden unter der Herrschaft von Narseh (293–302) eingestellt.

## Kunst
Die Kuschano-Sassaniden handelten mit Gütern wie Silberartikel und Textilien, welche die sassanidischen Herrscher bei der Jagd oder bei der Rechtsprechung darstellten. Das Vorbild der sassanidischen Kunst hatte einen großen Einfluss auf die der Kuschan. Dieser blieb auch für mehrere Jahrhunderte auf dem Nordwesten des indischen Subkontinents bestehen.

## Quellen

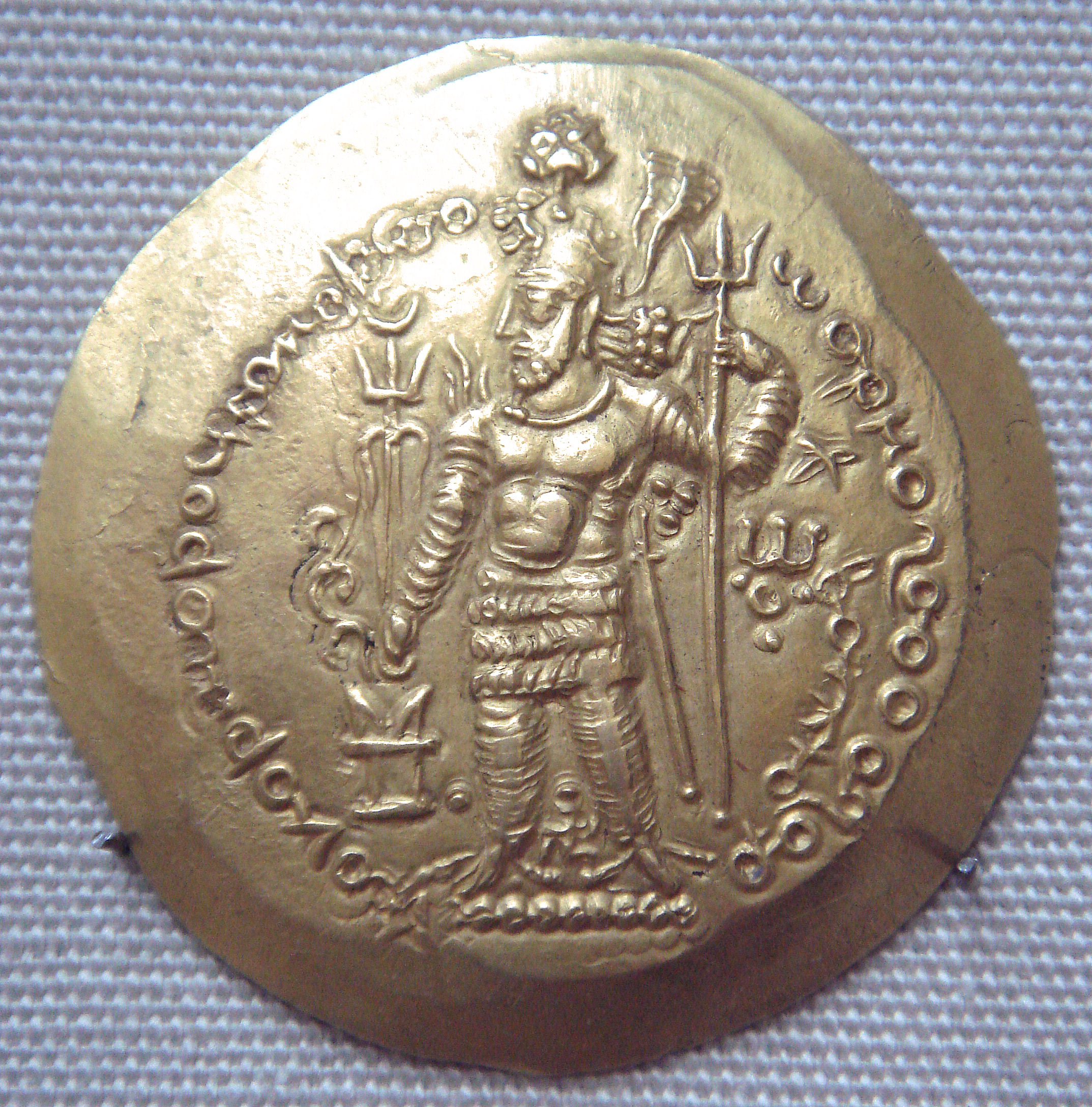
Eine Münze mit der Abbildung von Hormizd I. im kuschanischen Stil.

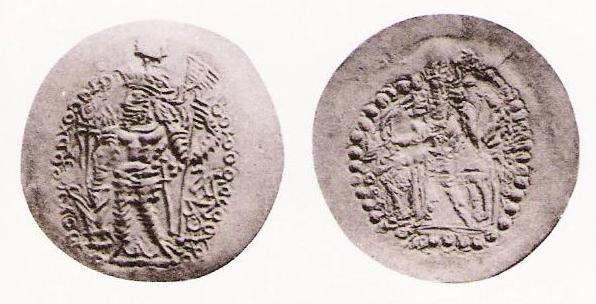
Münze von Bahram I. (Anfang des 4. Jahrhunderts).
Vorne: Bahram I. mit seinem charakteristischen Kopfschmuck.
Hinten: Shiva und sein Bulle.

## Die wichtigsten kuschano-sassanidischen Herrscher
- Ardaschir I. Sassanidischer König und „Kuschanschah“ (ca. 230–250)
- Peroz I. „Kuschanschah“ (ca. 250–265)
- Hormizd I. „Kuschanschah“ (ca. 265–295)
- Hormizd II. „Kuschanschah“ (ca. 295–300)
- Peroz II. „Kuschanschah“ (ca. 300–325)
- Schapur II. Sassanidischer König und „Kuschanschah“ (ca. 325)
- Bahram I. „Kuschanschah“ (ca. 325–350)
- Peroz III. „Kuschanschah“ (ca. 350)